# Commanderie d'Ozouer
Le commanderie d'Ozouer à Ozouer-le-Voulgis appartenait aux Hospitaliers de l'ordre de Saint-Jean de Jérusalem du prieuré hospitalier de Saint-Jean en l'Île-lez-Corbeil de la langue de France.

## Origine
Une grange avec les terres avait pour origine leur domaine. C'est Rely d'Ozouer, écuyer, qui cède, en avril 1303, suivant des lettres du prévôt de Melun, à Ithier de Nanteuil, prieur de France, son domaine qui touchait au chemin d'Ozouer à Melun, lequel avait été la propriété d’Étienne Le Judin.
À la suite de multiples améliorations, cette grange devient une ferme qui comptait une centaine d'arpents de terre.
Le commandeur avait les droits de haute, moyenne et basse justice sur la seigneurie ainsi qu'un droit de pêche dans la rivière.
Les revenus du domaine était de 400 livres en 1757 et de 1 500 livres en 1783.

## Sources
- Eugène Mannier, Les commanderies du grand prieuré de France d'après les documents inédits conservés aux archives nationales à Paris, Paris, 1872 (lire en ligne)